# Megaderma spasma
Megaderma spasma је сисар из реда слепих мишева.

## Угроженост
Ова врста није угрожена, и наведена је као последња брига јер има широко распрострањење.

## Распрострањење
Врста има станиште у Бангладешу, Брунеју, Вијетнаму, Индији, Индонезији, Камбоџи, Лаосу, Малезији, Мјанмару, Сингапуру, Тајланду, Филипинима и Шри Ланци.

## Популациони тренд
Популациони тренд је за ову врсту непознат.

## Станиште
Врста Megaderma spasma има станиште на копну.
Врста је по висини распрострањена до 1600 метара надморске висине. 